# Transport Driver Interface
Das Transport Driver Interface (kurz: TDI) ist eine Schnittstelle, die zwischen Dateisystemtreiber und Transportprotokollen eingesetzt wird und einem beliebigen TDI-fähigen Protokoll die Kommunikation mit den Dateisystemtreibern ermöglicht.
Der Vorteil von TDI ist, dass man keine zusätzlichen Treiber benötigt für die Kommunikation, ein Programm „spricht“ mit TDI und muss sich nicht um die verschiedenen Netzwerkprotokolle (TCPIP, Netbios...) kümmern. Die Schnittstelle war ein Bestandteil von Windows XP und Windows 2000.
Im OSI-Modell gehört das Transport Driver Interface zur Schicht 4.
Inzwischen ist TDI veraltet, wie Microsoft selber angibt. Die „Windows-Filterplattform“ (engl. Windows Filter Platform) kann stattdessen verwendet werden.
Linux und andere unixoide Betriebssysteme und Unix-Derivate unterstützen viele benötigte Netzwerkprotokolle direkt und kennen damit kein Transport Driver Interface.